# 朱奇淯
永和荣怀王朱奇淯（1461年—1488年7月4日），明朝永和顺僖王朱锺铗与王妃张氏的嫡长子。

## 生平
成化十年（1474年），朱锺铗去世。成化十三年（1477年）四月，朝廷遣宁阳侯陈瑛、驸马都尉蔡震、杨伟、樊凯、成安伯郭鐄、南宁伯毛文、安顺伯薛珤、广宁伯刘瓘为正使，尚宝司司丞李溥、中书舍人杨泰、兵部郎中宋讷、刑部郎中舒春、工部郎中张达、吏部员外郎陈政、户部员外郎郝冕、礼部员外郎赵缮为副使，持节册封朱奇淯袭封永和王，西城兵马副指挥邓安的女儿为永和王妃。
成化十五年（1479年）正月，因朱奇淯所请，令其于折色禄米内改支三百石为本色。
王太妃张氏与太原卫卒王锐和一僧人淫乱，也有宫女与外人私通，朱奇淯的姑祖母临县县主的仪宾陈谏写诗规劝，且将要劝说朱奇淯驱逐王锐等。王锐等告诉太妃，太妃遣人诱陈谏入宫殴杀，并教一宫女诬告陈谏为淫戏，令朱奇淯上奏。陈谏之子具奏其事，朝廷命内官偕锦衣卫千户去山西会同巡抚、巡按暨都布按三司问状，太妃及宫女四人上吊自杀。内官同巡抚等官上报，晋王朱锺铉称朱奇淯年幼不能制其母，为他请罪。事下都察院覆奏，成化十六年（1480年）六月，明宪宗有旨斩杀王锐与僧人，与宫女私通的四人、同谋杀人的一人都判绞刑，宫女三人赐自尽，一同杀人及知其事者十三人都发充边军，下敕切责朱奇淯，录狱词写书告谕诸王府。
朱奇淯的姑祖母河曲县主的仪宾王瑛的儿子王铎出入宫闱，烝淫宫女，诱朱奇淯出府挟妓歌饮，又设计谋害旗军张端、李清，教朱奇淯监禁拷讯二人吓取其财，二人忿而诬奏朱奇淯奸淫不法诸事、朱奇淯另一姑祖母兴县县主仪宾黄庆、仪宾叶济贪淫违法、邓安朦胧主婚、教授郭鼒不能辅导，朱奇淯也诬告二人暴横诸罪奏行，镇守太监刘政、巡抚都御史叶淇及巡按御史布按二司官会勘覆实，都察院上报。成化二十一年（1485年）十一月，宪宗认为朱奇淯出府歌饮，信任非人，又宫禁不严，奏事不实有违，按祖训革去禄米一半，写信切责，王铎渎乱宫闱，处死，宫女令自尽，黄庆欺奸亲属，杖八十，叶济、邓安革职，令戴民巾，李清、张端各杖一百调甘肃边卫充军，郭鼒拘拿至京再审问，降敕令刘政、叶淇等处置。
成化二十三年（1487年）十月，庆成王朱锺镒和朱奇淯请求入宫贺明孝宗登极，孝宗各自写信制止。
弘治元年（1488年）五月，朱奇淯去世。辍朝一日，赐祭葬如制，谥荣怀。葬汾陽池定里。

### 身后
十月，永和王长子朱表桻奏前母妃邓氏寝园地狭不能合葬，请求另外为父选择葬地，其实是想让自己的生母继妃孔氏以后能和父王合葬。孝宗不允。
弘治四年（1491年），朱表桻袭封。因朱奇淯已被革去一半岁禄，朱表桻请求照旧支给，弘治五年（1492年）七月，孝宗下令同意，米钞各半。
正德十五年（1520年）二月，给永和王府顺僖王、荣怀王宫眷养赡米每年九十石。

## 家庭

### 妻
- 王妃邓氏
- 继妃孔氏，生朱表桻

### 子女
- 庶长子镇国将军朱表檊，成化十九年（1483年）四月赐名[13]，正德十一年（1516年）三月在世[14]
- 嫡次子永和靖惠王朱表桻，成化二十年（1484年）八月赐名[15]
- 第三子镇国将军朱表棖，成化二十二年（1486年）五月赐名[16]，弘治四年（1491年）三月按制度赐诰命冠服[17]，正德四年（1509年）九月已故，有庶妾和幼儿
  - 子朱知某[18]
- 第四子镇国将军朱表椆，弘治四年（1491年）三月按制度赐诰命冠服[17]
- 第五子镇国将军朱表梅，成化二十三年（1487年）九月赐名[19]，弘治五年（1492年）七月按制度赐诰命冠服[20]
- 第六子镇国将军朱表桁，弘治元年（1488年）七月赐名[21]